# Aeroportul igrim
Aeroportul igrim (IATA: IRM, ICAO: USHI) este un aeroport din Districtul autonom Hantî-Mansi, Regiunea Tiumen, Rusia ce deservește zona Igrim⁠(d). Aeroportul a fost tranzitat în 2017 de 9.849 de pasageri.
aeroportul dispune de o singură pistă.